# فریبا خادمی
فریبا خادمی (زاده ۱۳۴۶ تهران) شاعر، رمان‌نویس و بازیگر تئاتر، سینما و تلویزیون ایران است. وی فارغ‌التحصیل رشته زبان و ادبیات فارسی است.

## فیلمهای سینمایی
| نام فیلم | کارگردان        | سال  |
| -------- | --------------- | ---- |
| حراج     | حسین شهابی      | ۱۳۹۲ |
| گوشواره  | وحید موسائیان   | ۱۳۸۵ |
| مسیح     | نادر طالب‌زاده   | ۱۳۸۴ |
| ابجد     | ابوالفضل جلیلی  | ۱۳۸۱ |
| نغمه     | ابوالقاسم طالبی | ۱۳۸۰ |

## سریال
| سال  | نام مجموعه        | کارگردان         | توضیحات          |
| ---- | ----------------- | ---------------- | ---------------- |
| ۱۳۸۳ | تا غروب           | محمد بنایی       | شبکه دو          |
| ۱۳۸۶ | حلقه سبز          | ابراهیم حاتمی‌کیا | شبکه سه          |
| ۱۳۸۷ | عمارت فرنگی       | محمدرضا ورزی     | شبکه دو          |
| ۱۳۸۸ | سال‌های مشروطه     | محمدرضا ورزی     | شبکه سه          |
| ۱۳۸۸ | دفترخانه شماره ۱۳ | سید وحید حسینی   | شبکه یک          |
| ۱۳۸۹ | ساختمان ۸۵        | مهدی فخیم زاده   | شبکه دو          |
| ۱۳۹۰ | از یاد رفته       | فریدون حسن پور   | شبکه یک          |
| ۱۴۰۰ | خسوف              | مازیار میری      | شبکه نمایش خانگی |

## تئاترها
| ردیف | ** نام نمایش **      | کارگردان         |
| ۱    | باغ وحش شیشه ای      | محمد داودی       |
| ۲    | برپهنه دریا          | حسن سرچاهی       |
| ۳    | آه مریم مقدس         | نصرالله قادری    |
| ۴    | افسانه بانوی سرخ     | محمدرضاعطایی فر  |
| ۵    | ژاندارک درآتش        | آندرانیک خچومیان |
| ۶    | عکس یادگاری          | قطب الدین صادقی  |
| ۷    | خانه پدری            | نوشین تبریزی     |
| ۸    | بچه آهوهاگریه می‌کنند | سیروس اسنقی      |
| ۹    | چرخ دنده             | قطب الدین صادقی  |
| ۱۰   | ۲۰۱۱ بیداری درنونبرگ | مهدی مکاری       |

## تالیفات
| ردیف | نام کتاب                          | سال  |
| ۱    | هذیان عقربه‌ها (داستانهای کوتاه)   | ۱۳۹۰ |
| ۲    | گلین (رمان- فیلمنامه)             | ۱۳۸۹ |
| ۳    | سنجاقک‌های رستم‌آباد (رمان)         | ۱۳۸۸ |
| ۴    | بچه آهوهاگریه می‌کنند (نمایش نامه) | ۱۳۷۷ |

## جوایزهنری
1. دریافت جایزه ویژه جشنواره بین‌المللی تئاتر ارمنستان با عنوان”آرمونو” به خاطر بازی در نمایش ژاندارک در آتش.
2. دریافت جایزه اول بازیگری جشنواره تئاتر مشهد به خاطر بازی در نمایش افسانه بانوی سرخ.